# Прекрасная эпоха

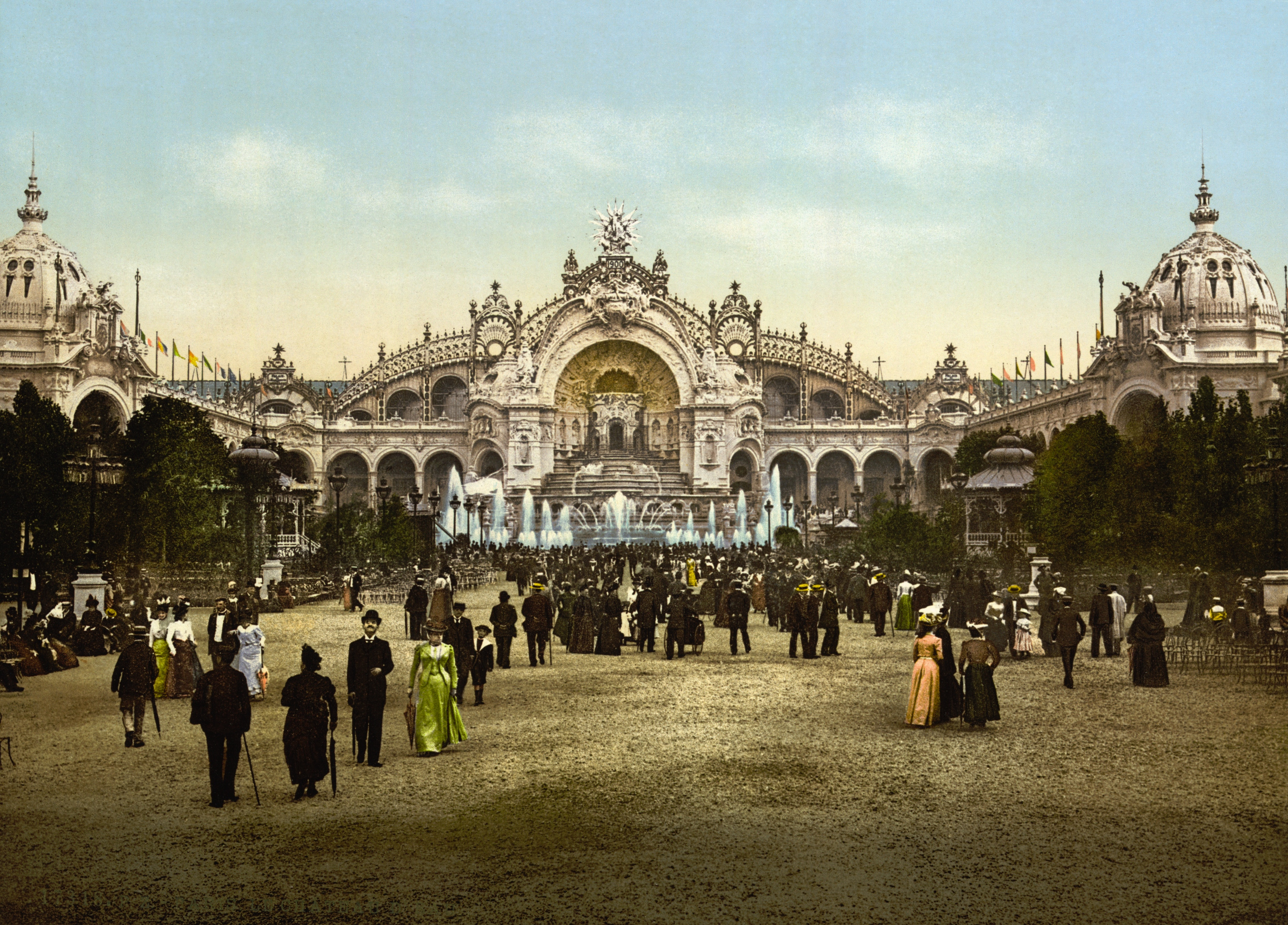
Всемирная выставка (1900), Париж

«Прекра́сная эпо́ха» (бель-эпок; фр. (La) Belle Époque) — название периода европейской истории в конце XIX — начале XX веков (до Первой мировой войны), характеризующее это время как эпоху мира и прогресса. В узком смысле иногда используется как синоним рубежа XIX—XX веков, в широком также охватывает два предыдущих десятилетия. Наиболее часто термин применяется к Франции (где на это время приходятся первые десятилетия Третьей республики) и Бельгии. В Великобритании первое десятилетие XX века принято называть эдвардианской эпохой.

## Историческая характеристика

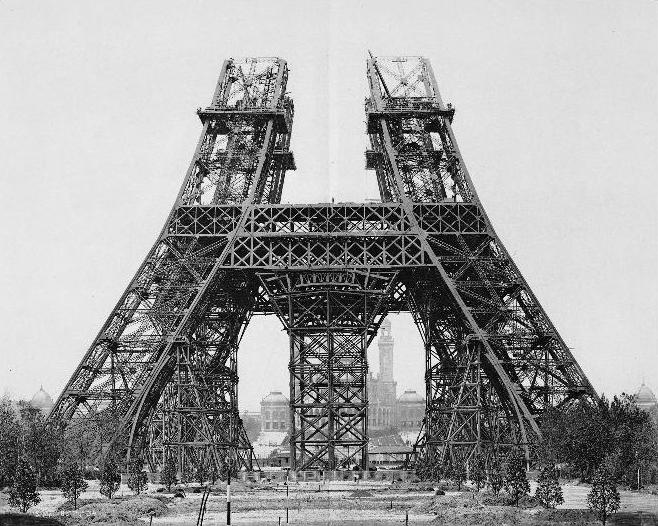
Строительство Эйфелевой башни, 1888 год

Сама формула родилась и укоренилась после Первой мировой войны и по контрасту с её травматическим опытом. Поэтому словосочетание указывает на период ускоренного технического прогресса, экономических успехов, мира в политических отношениях, расцвета культуры во Франции, Великобритании, России, Австро-Венгрии, Германии, Италии, Бельгии и др. после Франко-Прусской войны и упадка 1870—1880-х годов, вместе с тем ностальгически отмечая предвоенную четверть столетия как безвозвратно ушедшие времена.
Это золотой век автомобилестроения и воздухоплавания, бульваров и кафе, кабаре и морских купаний, время расцвета фотографии, рождения кино и развития метро (метро появилось в 1863 году), успехов естественных наук, новейших технологий и медицины, становления социологии и этнографии, археологических открытий, модерна и модернизма в искусствах и литературе, спора вокруг «женского вопроса» и начала суфражистского движения.
Этот период также характеризуется стремительным техническим прогрессом (см. Вторая промышленная революция). Именно в эту эпоху появились автомобиль (1885), звукозапись (1877), радио (1895), кино (1895), аэроплан (1903), массовая цветная фотография (1907), широко распространялись железные дороги и дирижабли, ставились первые опыты в области телевидения (1907). Начало Прекрасной эпохи также совпадает с десятилетием экономического спада, который закончился к 1890-м, и началом Глобального потепления.
Несмотря на положительные стороны эпохи, она также характеризовалась колониальными войнами, социальным неравенством и политическими противоречиями, неспособность разрешить которые в итоге привела к мировым войнам и целому ряду революций.

## Прекрасная эпоха в науке

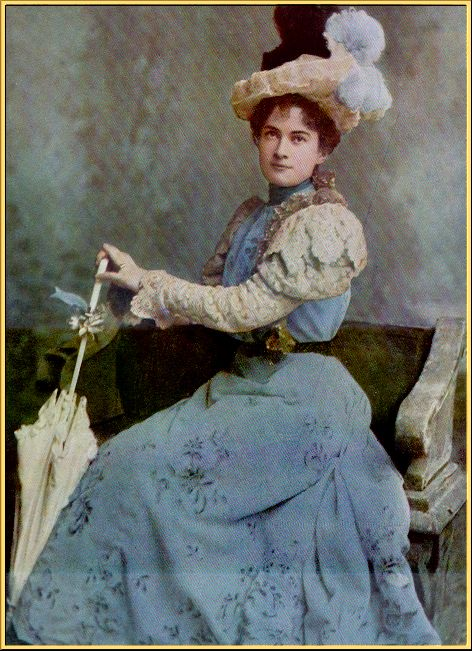
«Модная красавица» (актриса Грейс Палотта), 1892

Огромное значение для дальнейшего развития фундаментальных представлений человека об окружающем мире имели открытия, сделанные в этот период в физике. Работы по специальной и общей теории относительности Эйнштейна навсегда изменили наши представления о пространстве и времени и прежде всего в приложении к явлениям астрономического масштаба (аберрация света, аномальная прецессия и т. д.). В то же время в ином свете предстали и микроскопические объекты: открытие радиоактивности и рентгеновских лучей поставили вопрос о сложном строении атома. Это привело к созданию планетарной модели атома, а затем её дальнейшей доработке Бором. Разработка теории фотоэффекта и объяснение теплового излучения с помощью квантов положили начало развитию принципиально новой физики. Расширение научных знаний о физических явлениях потребовало дополнить прежние представления и концепции несколькими новыми, описывающими другие масштабы событий. Это значимое событие известно как Третья научная революция.

## Красавицы «Прекрасной эпохи»
- Клео де Мерод
- Лина Кавальери
- Каролина Отеро
- Эвелин Несбит
- Девушки Гибсона